# Thalassemyidae
Thalassemyidae — вимерла родина морських прихованошийних черепах. Існувала від юрського періоду по еоцен (196-40 млн років тому). Скам'янілі рештки представників родини знайдені у США та Європі (Велика Британія, Франція, Бельгія, Німеччина, Словенія).

## Роди
- Catapleura Cope 1869
- Erquelinnesia Dollo 1887
- Idiochelys Meyer 1839
- Lytoloma Cope 1870
- Osteopygis Cope 1868
- Rhetechelys Hay 1908
- Sontiochelys Stache 1905
- Thalassemys Rütimeyer, 1859